# هری باباسین
هری باباسین (ارمنی: Հերի Բաբասին؛ انگلیسی: Harry Babasin؛ ۱۹ مارس ۱۹۲۱ – ۲۱ مهٔ ۱۹۸۸) موزیسین جاز ارمنی‌تبار اهل ایالات متحده آمریکا بود نام مستعار وی "The Bear" بود.

## زندگی‌نامه
وی در ۱۹ مارس ۱۹۲۱ در دالاس از پدری ارمنی (یرواند هری باباسیان ارمنی: Երվանդ Հերի Բաբասյան) و مادری آمریکایی (مینت ترنر ارمنی: Մինեթ Թըրներ) به دنیا آمد و از دانشگاه ایالتی شمال تگزاس فارغ‌التحصیل گشت. در حدود ۱۹۴۰ در ارکستر بیل ویر و از سال ۱۹۴۲ در ارکستر چارلی فیسک نوازندگی نمود. وی همچنین در دهه ۱۹۴۰ میلادی همراه با Jimmy Joy, Bob Strong, Billie Rogers, جین کروپا،  Charlie Barnet, Boyd Raeburn, بنی گودمن، وودی هرمن، فرنک د وال و Jerry Gray در یک تور همکاری نمود. وی در ۲۱ مه ۱۹۸۸ در سن ۶۷ سالگی در لس آنجلس درگذشت.